# Ofre for terrorangrebet mod Dubrovka-teateret i Moskva
Terrorangrebet mod Dubrovka-teateret i Moskva foregik fra den 23. – 26. oktober 2002, da en gruppe på ca. 40 tjetjenske terrorister angreb et teater i Moskva, Rusland, og tog 850 tilfældige publikum og teaterfolk som gidsler i en tre døgn lang gidselaffære, der endte med, at over 129 gidsler blev dræbt og over 700 kvæstet.
| Navn                               | Alder | Fra                    | Bemærkninger                        |
| ---------------------------------- | ----- | ---------------------- | ----------------------------------- |
| Ustinovskaya Ekaterina Alekseevna  | 11    | Moskva                 | [ 1 ]                               |
| Olkhovnikova Darya Jurevna         | 11    | Moskva                 | [ 2 ]                               |
| Frolova Darya Andreevna            | 13    | Moskva                 | [ 3 ]                               |
| Letyago Alexandra Nikolaevna       | 13    | Qaraghandy, Kasakhstan | [ 4 ]                               |
| Kurilenko Arseniy Arturovich       | 13    | Moskva                 | [ 5 ]                               |
| Kurbatova Christina Vladimirovna   | 13    | Moskva                 | [ 6 ]                               |
| Milovidova Nina Dmitrievna         | 14    | Moskva                 | [ 7 ]                               |
| Fadeev Jaroslav Olegovich          | 15    | Moskva                 | [ 8 ]                               |
| Starkova Elizaveta Aleksandrovna   | 16    | Moskva                 | [ 9 ]                               |
| Zabaluev Alexandr Mikhajlovich     | 16    | Moskva                 | [ 10 ]                              |
| Rodionov Dmitry Igorevich          | 18    | Moskva                 | [ 11 ]                              |
| Platonov Pavel Pavlovich           | 18    | Moskva                 | [ 12 ]                              |
| Sharova Jelena Olegovna            | 19    | Moskva                 | [ 13 ]                              |
| Usvalieva Evgeniya Anatolevna      | 19    | Krasnogorsk            | [ 14 ]                              |
| Ipatova Jelena Evgenjevna          | 19    | Severoonezhsk          | [ 15 ]                              |
| Chernetsov Danila Abdullaevich     | 20    | Moskva                 | [ 16 ]                              |
| Simonov Denis Dmitrievich          | 20    | Moskva                 | [ 17 ]                              |
| Rozgon Svetlana Valentinovna       | 20    | Volokolamsk            | [ 18 ]                              |
| Nikishin Andrey Vladimirovich      | 20    | Moskva                 | [ 19 ]                              |
| Mitin Maxim Alekseevich            | 20    | Tsjeboksary            | [ 20 ]                              |
| Malenko Natalya Viktorovna         | 20    | Moskva                 | [ 21 ]                              |
| Sinelnikov Pavel Sergeevich        | 21    | Moskva                 | [ 22 ]                              |
| Oftaeva Anna Vladimirovna          | 21    | Moskva                 | [ 23 ]                              |
| Molofeev Alexey Sergeevich         | 21    | Voronesj               | [ 24 ]                              |
| Lavrova Irina Mikhajlovna          | 21    | Moskva                 | [ 25 ]                              |
| Divin Andrey Nikolaevich           | 21    | Moskva                 | [ 26 ]                              |
| Volkova Elena Nikolaevna           | 22    | Istra                  | [ 27 ]                              |
| Aleksandrov Alexey Valerjevich     | 23    | Solnechnogorsk         | ,                                   |
| Gerasimov Arkadiy Andreevich       | 23    | Moskva                 | [ 30 ]                              |
| Safronova Olga Nikolaevna          | 24    | Moskva                 | [ 31 ]                              |
| Bochkov Alexey Sergeevich          | 25    | Moskva                 | [ 32 ]                              |
| Tkach Herman Jurjevich             | 25    | Murmansk               | [ 33 ]                              |
| Panova Mariya Mikhajlovna          | 26    | Moskva                 | [ 34 ]                              |
| Panteleev Denis Vyacheslavovich    | 26    | Sankt Petersborg       | [ 35 ]                              |
| Puzikov Dmitry Dmitrievich         | 26    | Moskva                 | [ 36 ]                              |
| Korableva Natalya Vladimirovna     | 26    | Moskva                 | . Faren Vladimir blev også dræbt.   |
| Shchegolkov Dmitriy Vladimirovich  | 27    | Ramenskoje             | [ 38 ]                              |
| Khazijev Timur Tukajevich          | 27    | Moskva                 | [ 39 ]                              |
| Tolmachyov Alexandr Aleksandrovich | 27    | Moskva                 | [ 40 ]                              |
| Senchenko Sergey Nikolaevich       | 27    | Moskva                 | [ 41 ]                              |
| Belousova Lyubov Anatoljevna       | 28    | Perm                   | [ 42 ]                              |
| Kobozev Anton Sergejevich          | 28    | Moskva                 | [ 43 ]                              |
| Sidorenkov Jury Petrovich          | 29    | Moskva                 | [ 44 ]                              |
| Simakov Alexandr Vladimirovich     | 29    | Moskva                 | [ 45 ]                              |
| Mitrofanov Alexey Anatoljevich     | 29    | Moskva                 | [ 46 ]                              |
| Bogdanova Irina Viktorovna         | 30    | Reutov                 | [ 47 ]                              |
| Frolova Vera Viktorovna            | 31    | Moskva                 | [ 48 ]                              |
| Lavrov Dmitry Nikolaevich          | 31    | Zhukovsky              | [ 49 ]                              |
| Karpov Alexandr Sergejevich        | 31    | Moskva                 | [ 50 ]                              |
| Finogenov Igor Alekseevich         | 32    | Moskva                 | [ 51 ]                              |
| Sokolova Margarita Jurjevna        | 32    | Surgut                 | [ 52 ]                              |
| Ryabova Alexandra Alekseevna       | 32    | Moskva                 | [ 53 ]                              |
| Goncharenko Zhanna Vladimirovna    | 32    | Podolsk                | [ 54 ]                              |
| Platonov Pavel Jurjevich           | 33    | Moskva                 | [ 12 ]                              |
| Gorokholinskaya Julia Evgenjevna   | 33    | Moskva                 | [ 55 ]                              |
| Elmuradova Irina Fedorovna         | 34    | Lobnja                 | [ 56 ]                              |
| Frolov Evgeniy Vladimirovich       | 34    | Moskva                 | [ 57 ]                              |
| Solodov Gennadiy Lvovich           | 34    | Moskva                 | [ 58 ]                              |
| Saveljeva Galina Viktorovna        | 34    | Moskva                 | [ 59 ]                              |
| Kunova Svetlana Anatolevna         | 34    | Moskva                 | [ 60 ]                              |
| Ivanova Olga Germanovna            | 34    | Moskva                 | [ 61 ]                              |
| Shomakhova Jelena Vladimirovna     | 35    | Moskva                 | [ 62 ]                              |
| Mikhajlov Maxim Albertovich        | 35    | Kaliningrad            | [ 63 ]                              |
| Kochat Evgeniy Dmitrievich         | 35    | Moskva                 | [ 64 ]                              |
| Magerlamov Oleg Alamdarovich       | 36    | Krasnodar              | [ 65 ]                              |
| Kuznetsova Svetlana Aleksejevna    | 36    | Perm                   | [ 66 ]                              |
| Tyukachev Alexandr Valentinovich   | 37    | Moskva                 | [ 67 ]                              |
| Apsheva Svetlana Khasenovna        | 38    | Moskva                 | [ 68 ]                              |
| Juftyaeva Natalya Aleksandrovna    | 38    | Kertsj, Ukraine        | [ 69 ]                              |
| Skoptsova Evgeniya Vladimirovna    | 38    | Moskva                 | [ 52 ]                              |
| Medvedev Vadim Valentinovich       | 38    | Bolshevo               | [ 70 ]                              |
| Burban Grigoriy Markovich          | 39    | Odessa, Ukraine        | [ 71 ]                              |
| Chernykh Dmitriy Evgenjevich       | 39    | Tula                   | [ 72 ]                              |
| Starkov Alexandr Sergeevich        | 39    | Moskva                 | [ 73 ]                              |
| Morev Igor Leonidovich             | 39    | Moskva                 | [ 74 ]                              |
| Martynov Viktor Aleksandrovich     | 39    | Moskva                 | [ 75 ]                              |
| Zhirova Natalya Vladimirovna       | 39    | Holland                | [ 76 ]                              |
| Bondarenko Valeriy Viktorovich     | 40    | Khimki                 | [ 77 ]                              |
| Borisova Jelena Valentinovna       | 40    | Moskva                 | [ 78 ]                              |
| Semin Sergey Petrovich             | 40    | Moskva                 | [ 31 ]                              |
| Soprunov Maxim Vladimirovich       | 41    | Moskva                 | [ 79 ]                              |
| Predova-Uzunova Emiliya            | 43    | Wien, Østrig           | [ 80 ]                              |
| Zakaryan Myasnik Khudievich        | 43    | Moskva                 | [ 81 ]                              |
| Tovmasyan Lyudmila Vladimirovna    | 44    | Tjeljabinsk            | [ 82 ]                              |
| Telenkova Tatyana Vasilevna        | 45    | Orechovo-Sujevo        | [ 83 ]                              |
| Jakubenko Jelena Aleksandrovna     | 46    | Moskva                 | [ 84 ]                              |
| Anisimova Elena Leonidovna         | 46    | Moskva                 | ,                                   |
| Baranovskiy Sergey Georgievich     | 46    | Moskva                 | ,                                   |
| Zhulev Vladimir Borisovich         | 46    | Moskva                 | [ 88 ]                              |
| Khramtsov Feodor Ivanovich         | 47    | Moskva                 | [ 89 ]                              |
| Saveljev Sergey Pavlovich          | 47    | Moskva                 | [ 90 ]                              |
| Prisyazhnova Jelena Petrovna       | 47    | Moskva                 | [ 91 ]                              |
| Litvinova Galina Vladimirovna      | 47    | Orechovo-Sujevo        | [ 92 ]                              |
| Kuzmenkov Sergey Vladimirovich     | 47    | Moskva                 | [ 93 ]                              |
| Kiselyov Anatoliy Viktorovich      | 48    | Moskva                 | [ 94 ]                              |
| Zhabotinskiy Juriy Danilovich      | 48    | Rybinsk                | [ 95 ]                              |
| Booker Sandy Alan                  | 49    | Oklahoma City, USA     | [ 96 ]                              |
| Voropajeva Tatyana Nikolaevna      | 49    | Moskva                 | [ 97 ]                              |
| Radchenko Vladimir Mikhajlovich    | 49    | Moskva                 | [ 98 ]                              |
| Zayatskaya Natalya Valentinovna    | 49    | Moskva                 | [ 99 ]                              |
| Litvinov Konstantin Borisovich     | 50    | Moskva                 | [ 100 ]                             |
| Chizhikova Lydiya Alekseevna       | 52    | Kolomna                | [ 101 ]                             |
| Kononova Galina Vasiljevna         | 52    | Moskva                 | [ 102 ]                             |
| Grishin Alexey Dmitrievich         | 52    | Moskva                 | [ 103 ]                             |
| Kirichenko Svetlana Vitalevna      | 52    | Moskva                 | [ 104 ]                             |
| Belyantseva Inna Mikhajlovna       | 53    | Moskva                 | [ 105 ]                             |
| Solonin Eduard Timofeevich         | 53    | Krasnodar              | [ 106 ]                             |
| Ivanova Lyubov Nikolaevna          | 53    | Kubinka                | [ 99 ]                              |
| Alyakin Alexander Filippovich      | 54    | Moskva                 | ,                                   |
| Antonova Larissa Mikhajlovna       | 54    | Klin                   | [ 109 ]                             |
| Taguzaeva Julia Nikolaevna         | 54    | Moskva                 | [ 110 ]                             |
| Bogachyova Lyudmila Borisovna      | 55    | Minsk, Hviderusland    | [ 111 ]                             |
| Shalbanova Lyudmila Lukinichna     | 55    | Moskva                 | [ 112 ]                             |
| Litvinov Boris Stepanovich         | 55    | Orechovo-Sujevo        | [ 113 ]                             |
| Korablev Vladimir Borisovich       | 55    | Moskva                 | . Datteren Natalya blev også dræbt. |
| Vojnova Tamara Vladimirovna        | 56    | Moskva                 | [ 115 ]                             |
| Sapozhnikov Boris Petrovich        | 59    | Moskva                 | [ 59 ]                              |
| Shifrina Anna Teviljevna           | 61    | Moskva                 | [ 116 ]                             |
| Evlampieva Valentina Moisejevna    | 64    | Moskva                 | [ 117 ]                             |
| Prokhorova Lyudmila Isaakovna      | 64    | Moskva                 | [ 118 ]                             |
| Kogos Alla Jakovlevna              | 64    | Belgorod               | [ 119 ]                             |
| Volkov Alexandr Georgievich        | 65    | Moskva.                | [ 120 ]                             |
| Kiryanova Natalya Viktorovna       | 70    | Moskva                 | [ 121 ]                             |
| Petrova Taisiya Alekseevna         | 73    | Moskva                 | [ 122 ]                             |
| Jelisejeva Clara Mikhajlovna       | 78    | Moskva                 | [ 123 ]                             |